# إدوارد براندت جونيور
إدوارد براندت جونيور (بالإنجليزية: Edward Brandt, Jr.)‏ هو رياضياتي أمريكي، ولد في 3 يوليو 1933 في أوكلاهوما سيتي في الولايات المتحدة، وتوفي بنفس المكان في 26 أغسطس 2007 بسبب سرطان الرئة.